# 普萊森特格羅夫 (明尼蘇達州)
普萊森特格羅夫（英語：Pleasant Grove）是位於美國明尼蘇達州奧姆斯特德縣普萊森特格羅夫鎮區的一個非建制地區。

## 歷史
普萊森特格羅夫於1854年成立，得名自當地的橡樹林。普萊森特格羅夫的郵局於1854年設立，其後於1905年停運。

## 地理
普萊森特格羅夫所處的海拔為高於海平面393米（即1289英呎），而該地所採用的時區為UTC-6，即北美中部時區（CST）。同時該地設有夏令時間，為UTC-6調快一小時，即UTC-5（CDT）。